# Lista Polaków, którzy zginęli w Himalajach i Karakorum
Lista Polaków, którzy zginęli w Himalajach i Karakorum obejmuje Polaków, którzy zginęli bądź zaginęli w tych górach.
Himalaje – najwyższy, Karakorum – drugi najwyższy łańcuch górski na Ziemi.
Wymienieni poniżej umierali w różny sposób i w niektórych przypadkach nie da się ustalić przyczyn śmierci, bo niektórych ciał nigdy nie odnaleziono. Dla porównania analiza przyczyn wszystkich śmierci (nie tylko Polaków) na Mount Everest wykazała następujące przyczyny śmierci: odpadnięcia, upadki, wpadnięcia w szczeliny, lawiny, odmrożenia, hipotermia, wyczerpanie, choroba wysokościowa, choroby, spadające skały/kawałki lodu, ataki serca. To jednak nie wyczerpuje listy przyczyn śmierci, ponieważ znany jest też pojedynczy przypadek, gdy Polka po upadku utonęła w górskim strumieniu, wciągnięta pod wodę przez ciężki plecak.
| Rok  | Imię i Nazwisko           | Lokalizacja                      | Góry              | Przyczyna śmierci                 |
| ---- | ------------------------- | -------------------------------- | ----------------- | --------------------------------- |
| 1939 | Stefan Bernadzikiewicz    | Tirsuli                          | Himalaje          | lawina                            |
| 1939 | Adam Karpiński            | Tirsuli                          | Himalaje          | lawina                            |
| 1971 | Jan Franczuk              | Kunyang Chhish                   | Karakorum         | szczelina lodowa                  |
| 1973 | Zbigniew Stepek           | szczyt CB12 w Lahul              | Himalaje          | lawina                            |
| 1973 | Andrzej Grzązek           | szczyt CB12 w Lahul              | Himalaje          | lawina                            |
| 1974 | Stanisław Latałło         | Lhotse                           | Himalaje          | wyczerpanie                       |
| 1975 | Marek Kęsicki             | Broad Peak                       | Karakorum         | upadek                            |
| 1975 | Bogdan Nowaczyk           | Broad Peak                       | Karakorum         | zaginął                           |
| 1975 | Andrzej Sikorski          | Broad Peak                       | Karakorum         | upadek                            |
| 1978 | Andrzej Młynarczyk        | Makalu                           | Himalaje          | lawina                            |
| 1979 | Józef Koniak              | Modi Peak (Annapurna Południowa) | Himalaje          | upadek                            |
| 1979 | Jerzy Pietkiewicz         | Modi Peak                        | Himalaje          | zaginął                           |
| 1979 | Julian Ryznar             | Modi Peak                        | Himalaje          | zaginął                           |
| 1979 | Jan Oficjalski            | dolina Kijai Nullah              | Himalaje Kishtwar | zaginął                           |
| 1979 | Jacek Szczepański         | dolina Kijai Nullah              | Himalaje Kishtwar | zaginął                           |
| 1981 | Przemysław Nowacki        | Maszerbrum                       | Karakorum         | wyziębienie                       |
| 1981 | Marek Malatyński          | Maszerbrum                       | Karakorum         | wyziębienie                       |
| 1982 | Halina Krüger-Syrokomska  | K2                               | Karakorum         | udar mózgu                        |
| 1982 | Tadeusz Szulc             | Makalu                           | Himalaje          | niewydolność krążeniowo-oddechowa |
| 1983 | Stanisław Jaworski        | Manaslu                          | Himalaje          | upadek                            |
| 1983 | Andrzej Bieluń            | Mount Api                        | Himalaje          |                                   |
| 1985 | Barbara Kozłowska         | Broad Peak                       | Karakorum         | utonięcie                         |
| 1985 | Piotr Kalmus              | Nanga Parbat                     | Karakorum         | lawina                            |
| 1985 | Andrzej Hartman           | Ganesh II                        | Himalaje          | odpadnięcie od ściany             |
| 1985 | Karol Sopicki             | Ganesh IV                        | Himalaje          |                                   |
| 1985 | Bogusław Janczała         | Ganesh IV                        | Himalaje          |                                   |
| 1985 | Krzysztof Przystał        | Ganesh IV                        | Himalaje          |                                   |
| 1985 | Rafał Chołda              | Lhotse                           | Himalaje          | upadek                            |
| 1986 | Jacek Klincewicz          | Himalchuli                       | Himalaje          |                                   |
| 1986 | Ewa Kalinowska            | Gangotri                         | Himalaje          |                                   |
| 1986 | Tadeusz Piotrowski        | K2                               | Karakorum         | upadek, Tragedia na K2            |
| 1986 | Wojciech Wróż             | K2                               | Karakorum         | upadek, Tragedia na K2            |
| 1986 | Dobrosława Miodowicz-Wolf | K2                               | Karakorum         | wyczerpanie, Tragedia na K2       |
| 1986 | Andrzej Czok              | Kanczendzonga                    | Himalaje          | obrzęk płuc                       |
| 1987 | Czesław Jakiel            | Lhotse                           | Himalaje          | podmuch fali uderzeniowej lawiny  |
| 1988 | Jan Nowak                 | Bhagirathi                       | Himalaje          | uderzony odłamkiem skalnym        |
| 1988 | Ryszard Kołakowski        | Makalu                           | Himalaje          | zaginął                           |
| 1989 | Eugeniusz Chrobak         | Mount Everest                    | Himalaje          | lawina                            |
| 1989 | Mirosław Dąsal            | Mount Everest                    | Himalaje          | lawina                            |
| 1989 | Mirosław Gardzielewski    | Mount Everest                    | Himalaje          | lawina                            |
| 1989 | Zygmunt Andrzej Heinrich  | Mount Everest                    | Himalaje          | lawina                            |
| 1989 | Wacław Otręba             | Mount Everest                    | Himalaje          | lawina                            |
| 1989 | Jerzy Kukuczka            | Lhotse                           | Himalaje          | zerwanie liny i upadek            |
| 1991 | Anna Bruzdowicz           | Tirsuli                          | Himalaje          | wyczerpanie                       |
| 1992 | Wanda Rutkiewicz          | Kanczendzonga                    | Himalaje          | zaginęła                          |
| 1992 | Sylwia Dmowska            | Manaslu                          | Himalaje          | upadek                            |
| 1999 | Tadeusz Kudelski          | Mount Everest                    | Himalaje          | upadek                            |
| 2003 | Krzysztof Liszewski       | Mount Everest                    | Himalaje          | upadek na lod. Rongbuk            |
| 2009 | Piotr Morawski            | Dhaulagiri                       | Himalaje          | upadek w szczelinę                |
| 2011 | Bernadeta Szczepańska     | lodowiec Sosbun                  | Karakorum         |                                   |
| 2013 | Maciej Berbeka            | Broad Peak                       | Karakorum         | zaginął                           |
| 2013 | Tomasz Kowalski           | Broad Peak                       | Karakorum         | wychłodzenie                      |
| 2013 | Artur Hajzer              | Gaszerbrum I                     | Karakorum         | odpadł od ściany                  |
| 2015 | Aleksander Ostrowski      | Gaszerbrum II                    | Karakorum         | zaginął                           |
| 2016 | Grzegorz Kukurowski       | Shivling                         | Himalaje          |                                   |
| 2016 | Łukasz Chrzanowski        | Shivling                         | Himalaje          | odpadł od ściany                  |
| 2018 | Tomasz Mackiewicz         | Nanga Parbat                     | Himalaje          | wyczerpanie                       |
| 2019 | Milena Piasecka           | Namcze Bazar                     | Himalaje          | upadek                            |
| 2019 | Rita Bladyko              | Manaslu                          | Himalaje          | przyczyna nieznana                |
| 2020 | Michał Ilczuk             | Dih Sar                          | Karakorum         | wychłodzenie                      |